# BOAR
BOAR (англ. Bombardment Aircraft Rocket — бомбардировочная авиационная ракета, буквальный перевод аббревиатуры — «Кабан») — неуправляемая ядерная ракета класса «воздух-поверхность», разработанная ВМФ США в 1950-х годах. Предназначалась для нанесения тактических ядерных ударов с палубных самолётов по кораблям и береговым объектам противника. Состояла на вооружении с 1956 по 1963 год, была заменена на AGM-12 Bullpup.

## История
В начале 1950-х, инженеры-конструкторы испытательной станции Главного управления вооружения ВМС США в Чайна-Лейк начали разработку простой неуправляемой ракеты с ядерной боевой частью, пригодной для запуска с палубных истребителей и штурмовиков. В основе концепции было желание обеспечить возможность эффективно поражать быстро движущиеся военные корабли.
Обычные свободнопадающие тактические атомные бомбы не вполне соответствовали этому требованию: чтобы не оказаться в зоне поражения такой бомбы, самолёт-носитель должен был сбрасывать её с достаточно большой высоты. За время падения бомбы, корабль или эскадра противника могла успеть сместиться в сторону, чем существенно ослабить эффект ядерного удара.
Ракета с ядерной боевой частью позволяла решить эту проблему — самолёт-носитель мог запустить её с безопасной дистанции, не подвергая себя риску подвергнутся воздействию поражающих факторов ядерного взрыва. Кроме того, использование ракетного оружия позволяло самолёту-носителю оставаться вне радиуса эффективного действия зенитной артиллерии противника.
ВМФ США планировал применять новую ракету в рамках техники «броскового бомбометания». Атакующий самолёт должен был приближаться к цели на малой высоте (оставаясь ниже радиолокационного горизонта эффективного обнаружения средствами радиолокационной разведки противника), затем резко выполнять полу-петлю и на подъёме запускать ракету по баллистической траектории в сторону противника. За счёт этого манёвра, носитель оставался незамеченным противником вплоть до момента атаки и практически не оставлял противнику времени на принятие каких-либо оборонительных мер.

## Конструкция
Новая ракета, обозначаемая как Bombardment Aircraft Rocket, или Bureau of Ordnance Aircraft Rocket или официально как 30,5-дюймовая авиационная ракета, имела очень простую конструкцию. В её основе лежала обычная тактическая атомная бомба Mark-7, на хвосте которой установили твердотопливный ракетный двигатель тягой в 67 килоньютонов. Время горения двигателя составляло 3 секунды.
По расчётам, запускаемая с борта выполняющего «бросковое бомбометание» самолёта, ракета за счёт суммирования кинетической энергии носителя и тяги собственного двигателя должна была пролететь около 12 км по баллистической траектории. Тротиловый эквивалент её боевой части был равен 20 килотоннам, что позволяло уничтожить или тяжело повредить боевой корабль в радиусе до 1500 метров от точки подрыва.
Системы управления ракета не имела. Стабилизация в полёте обеспечивалась тремя хвостовыми стабилизаторами.

## Развёртывание
Ракеты BOAR поступили на борт авианосцев в 1956 году. Благодаря своему сравнительно небольшому весу (около 1000 кг), ракеты могли применяться с борта практически любого палубного самолёта, включая поршневой Douglas A-1 Skyraider. Также в качестве её носителей рассматривались палубные реактивные истребители McDonnell F2H Banshee и Grumman F9F Panther.
Для своего времени, BOAR была простым и надёжным оружием. Около 20 ракет были запущены на испытаниях с 1953 по 1956 год без единого отказа. Первоначально, эту ракету рассматривали лишь как временное решение, до создания более совершенной управляемой ракеты Hopi, но по ряду причин, «Hopi» так и не была принята на вооружение. Всего было изготовлено около 225 экземпляров BOAR.
Лётчикам, однако, не слишком нравилась эта ракета. Бросковое бомбометание считалось излишне опасным и неофициально получило название «петля идиота». В связи с появлением более совершенной управляемой ракеты AGM-12 «Bullpup», в 1963 году BOAR был снят с вооружения.